# 安德肋·貝咸
安德肋·貝咸（英語：Andrew Burnham；1948年3月19日—）為英國籍天主教會司鐸、宗座名譽教長、前聖公會神職人員，曾於2000年至2010年擔任英國聖公會艾比斯費列教區主教。

## 生平

### 早年生活
貝咸於1948年3月19日生於英國諾定咸郡沃克索普鎮，他於牛津大學新學院功讀音樂及神學，其後他於牛津大學西敏學院獲取教育證書。

### 聖公宗時期
貝咸於牛津大學聖斯德望學院接受神職培育，他按立為聖公會的牧師之後曾經分別出任堂區的主任牧師，其後回到牛津大學聖斯德望學院出任副校長一職。
2000年11月22日，身為英國聖公會最高領袖的英女皇伊利沙伯二世發出專利證書，任命貝咸為艾比斯費列教區主教。

### 天主教時期
2008年7月8日，貝咸表示他會帶領他的教友改信天主教，原因是他不接受英國聖公會按立女性為神職人員，其後他雜誌專欄向教宗本篤十六世詢問請求加入天主教會的方法。
2010年11月8日，貝咸連同其餘四位聖公會的主教宣佈辭去他們在聖公會教區內的主教職務，並且宣佈加入當時正在籌組的天主教個別教長管轄區。
貝咸於2011年1月1日在倫敦西敏主教座堂連同兩位前聖公會主教（包括若望·博洛克和基夫·牛頓）以及他們的妻子一起正式改信天主教。
貝咸於同年1月13日連同博洛克和牛頓一起領受執事聖秩，兩日後，即1月15日，他們三人在倫敦西敏主教座堂領受司鐸聖秩，在同一日沃爾辛厄姆聖母個別教長管轄區亦宣告成立。
2011年3月17日，教宗本篤十六世授予貝咸「宗座名譽教長」的蒙席頭銜。

### 個人生活
貝咸是已婚，並育有兩位女兒。